# سیکلودودکان
سیکلودودکان (به انگلیسی: Cyclododecane) با فرمول شیمیایی C۱۲H۲۴ یک ترکیب شیمیایی است. که جرم مولی آن ۱۶۸٫۳۱۹ g/mol می‌باشد. شکل ظاهری این ترکیب، جامد مومی سفید است.